# ひえつき節
ひえつき節（ひえつきぶし）は稗搗節とも書き、宮崎県椎葉地方で歌われてきた民謡である。

## 概要
ひえつき節は宮崎県西臼杵郡東臼杵郡椎葉村で代々歌われてきた労働歌である。稗を臼に入れ杵で搗（つ）く時に歌われた。
現在歌われている「庭のさんしゅう（山椒）の木、鳴る鈴かけてヨーホイ」で始まる歌詞は昭和になって作られて、椎葉村に伝わる平家の落人伝説で那須大八郎と鶴富姫（つるとみひめ）とのロマンスが盛り込まれて、全国的に人気を博した。

## 平家の落人伝説
椎葉村に伝わる平家の落人伝説では、那須大八郎（本名：那須宗久）は平家残党を追討に鎌倉から日向国椎葉村へ派遣されたが、残党には平家再興の意思はなく、平和に暮らしているのを見た。そこで彼は追討せず、残党は討伐されたと鎌倉へは報告をして、そのまま後椎葉村に留まった。滞在中、大八郎は鶴富姫を寵愛し、彼女は妊娠するが、大八郎は鎌倉帰還の命令を受け、男の子なら連れてくるように、女の子ならここで育てるようにといって、太刀と系図を与えて鎌倉へ帰還した。その後、鶴富は女子を生んだという。
毎年9月の第２土曜・日曜日に、椎葉村開発センターで「ひえつき節日本一大会」が開かれてきた。